# Samsung Anycall
Anycall (Hangul: 애니콜) là thương hiệu điện thoại Hàn Quốc thành lập bởi Samsung Electronics vào năm 1993. Giống như những thương hiệu điện thoại khác ở Hàn Quốc, họ cung cấp công nghệ như máy ảnh, truy cập internet, và TV kĩ thuật số thông qua Digital Multimedia Broadcasting.
Điện thoại di động Samsung được bán thông qua thương hiệu Anycall ở Hàn Quốc và một số khu vực lớn ở Trung Quốc.

## Người mẫu đại diện
Lee Hyori là phát ngôn viên cho Anycall từ năm 2003 cho Anycall SCH-V420 đến 2007. Trong khoảng thời gian này, cô đóng vai chính trong video âm nhạc Anycall như "Anymotion", nơi mà Anycall SCH-V600 được quảng cáo bởi Lee Hyori. Năm 2005, Hyori Lee đóng vai chính trong "Anyclub", tiếp theo smash hit "Anymotion". Vào tháng 12 năm 2006, cô đóng vai chính trong phần thứ ba, nhãn hiệu "Anystar".
Video âm nhạc đầu tiên đóng bởi Lee Hyori và Eric Mun, trong khi phần thứ hai và phần thứ ba đóng với Kwon Sang-woo và Lee Joon-gi.
Kể từ khi hợp đồng của Lee Hyori hết hạn với Samsung vào tháng 11 năm 2007, ngôi sao K-pop như BoA, Kim Junsu, Tablo, và Jin BoRa hợp tác để sản xuất "Anyband", trong đó kết hợp ba video âm nhạc là "Talk, Play Love", "Promise U", và "Day Dream" trong vòng 7 phút quảng cáo. Ban nhạc tạm thời cũng tổ chức buổi hoà nhạc cho người hâm mộ.
Năm 2008 nhóm nhạc k-pop DBSK & Girls' Generation kết hợp trong một video âm nhạc để quảng cáo Samsung Anycall Haptic.
Năm 2009 SHINee phát hành đĩa đơn kĩ thuật số "Bodyguard" quảng cáo điện thoại. Video ca nhạc và CF cho bài hát thường xuất hiện trên điện thoại của cặp đôi So Yi-jung (Kim Bum) và Chu Ga-eul (Kim So-eun) trong bộ phim truyền hình nổi tiếng Boys Over Flowers của KBS. Cùng năm đó Son Dam-bi cùng với nhóm nhạc nữ After School hợp tác cho đĩa đơn kĩ thuật số Amoled.
Nhóm nhạc nữ Hàn Quốc Miss A phát hành vào năm 2010 ca khúc của họ "Love Again", video âm nhạc quảng cáo Samsung Beat Festival. Video cũng nổi bật trong việc quảng cáo tính năng của điện thoại Anycall.

## Người đại diện
- Lee Hyori (lâu năm nhất trong các người mẫu quảng cáo độc quyền)
- Kim Hyun-joong
- Go Ara
- Jung Il-woo
- Lee Joon-gi
- Jun Ji-hyun
- Lee Seo-jin
- Lee Seaou-loung
- Yoon So-yi
- Cha Tae-hyun
- Jang Hyuk
- Lee Na-young
- Moon Geun-young (cấp phép bởi KTF)
- Ahn Sung-gi (cấp phép bởi KTF)
- Park Jeong-ah
- Choi Soo-young
- Seven (cấp phép bởi LG Telecom)
- Eric, thành viên của Shinhwa)
- Han Sang-woo
- Kwon Sang-woo
- Anyband (thành lập bởi Samsung Anycall): BoA, Kim Junsu của TVXQ, Tablo của Epik High và nghệ sĩ dương cầm jazz Jin Bora
- Rain
- Victoria Song
- TVXQ và Girls' Generation (Haptic Motion CF)
- Kim Bum, Kim So-eun, và SHINee
- Kim Joon
- Kim Hyun-joong
- Son Dam-bi và After School (Amoled CF)
- Lee Min-ho
- UEE của After School
- Kim Yu-na (Haptic của Yuna)
- 4Tomorrow (Tomorrow CF)
- 2PM (Corby và NORi F CF)
- 2NE1(Corby F và NORi CF)
- Narsha (Anycall Live CF)
- Kim Tae-woo (Anycall Live CF)
- Jung So-min (Playful Kiss)

## Công ty liên quan
- SK Telecom
- KT
- LG U+
- Cyon
- SK Teletech
- Motorola
- Pantech Curitel
- VK Mobile
- KTF Ever

## Liên kết
- Samsung Electronics Homepage of Anycall Division Lưu trữ ngày 11 tháng 5 năm 2020 tại Wayback Machine
- Anycall Homepage Lưu trữ ngày 7 tháng 11 năm 2005 tại Wayback Machine
- Samsung Mobilephone Global Homepages
- Samsungs Brand New Innovation Lưu trữ ngày 8 tháng 11 năm 2007 tại Wayback Machine
- Samsung Mobile Hong Kong Homepage Lưu trữ ngày 20 tháng 2 năm 2011 tại Wayback Machine
- Samsung Mobile Taiwan Homepage(Traditional Chinese) Lưu trữ ngày 17 tháng 8 năm 2009 tại Wayback Machine
- Samsung Mobile China Homepage (Simplified Chinese) Lưu trữ ngày 6 tháng 11 năm 2008 tại Wayback Machine